# عالية نصيف
عالية نصيّف جاسم محمدالعبيدي هي سياسية عراقية وعضو في مجلس النواب العراقي، ولدت في سنة 1963 في بغداد عاصمة العراق حاصلة على شَهادة بكلوريوس في القانون، وهي عضو في لجنة النزاهة النيابية، في بداية حياتها السياسية بعد التغيير الحاصل في العراق في نيسان 2003 انضمت الى ائتلاف العراقية الذي يتزعمه رئيس الوزراء الأسبق اياد علاوي وترشحت عنه في الانتخابات وفازت بمقعد نيابي، وفي آذار 2011 انشقت عن ائتلاف العراقية مع عدد من النواب وأسسوا الكتلة العراقية البيضاء بزعامة حسن العلوي، ثم حصلت خلافات داخلية في الكيان السياسي الجديد ما أدى الى قيام عالية نصيف وعدد من النواب من بينهم قتيبة الجبوري وزهير الأعرجي وآمنة سعدي ومحمد الدعمي بالإعلان عن تأسيس كتلة تحمل اسم العراقية الحرة في نيسان 2012، وفي الانتخابات النيابية التي جرت في 2014 ترشحت عن ائتلاف دولة القانون التابع لرئيس مجلس الوزراء الأسبق نوري المالكي، اشتهرت بأحدى مناوشاتها مع النائب سلمان الجميلي حيث قامت برمي حذائها عليه.